# Polyolester
| Polyolester                                                                                             |
| Polyolester des Pentaerythrits. Die organischen Reste R1 bis R4 können gleich oder verschieden sein.    |
| Polyolester des Di-Pentaerythrits. Die organischen Reste R1 bis R6 können gleich oder verschieden sein. |

Polyolester, abgekürzt POE, sind veresterte mehrwertige Alkohole (Alkohole mit mehreren Hydroxygruppen), die heute insbesondere als Schmierstoff für FKW-Kältemittel verwendet werden. Diese Kältemittel besitzen eine mehrpolare Eigenschaft und mischen sich deshalb mit mineralischen Ölen nicht, bzw. in zu geringem Maße. Ein Nachteil dieser Esteröle ist, dass sie eine hohe Affinität auch zu anderen polaren Stoffen, vor allem Wasser, haben.